# Мохамед Сіссоко
Мохаме́д Ламі́н Сіссоко́ Жілла́н (фр. Mohamed Lamine Sissoko Gillan; 22 січня 1984, Мон-Сент-Еньян) — малійський футболіст французького походження, півзахисник «Атлетіко Сан-Луїс» та Збірної Малі.

## Досягнення
- Чемпіон Іспанії (1):

«Валенсія»: 2003-04
- Володар Кубка УЄФА (1):

«Валенсія»: 2003-04
- Володар Суперкубок УЄФА (2):

«Валенсія»: 2004
«Ліверпуль»: 2005
- Володар Кубка Англії (1):

«Ліверпуль»: 2005-06
- Володар Суперкубка Англії (1):

«Ліверпуль»: 2006
- Чемпіон Франції (1):

ПСЖ: 2012-13
- Володар Суперкубка Гонконгу (1):

«Кітчі»: 2018
Збірні
- Бронзовий призер Кубка африканських націй: 2013